# Подборово (Равицький повіт)
Подборово (пол. Podborowo) — село в Польщі, у гміні Пакослав Равицького повіту Великопольського воєводства.
Населення — 64 особи (2011).
У 1975—1998 роках село належало до Лешненського воєводства.

## Демографія
Демографічна структура станом на 31 березня 2011 року:
|          | Загалом | Допрацездатний вік | Працездатний вік | Постпрацездатний вік |
| -------- | ------- | ------------------ | ---------------- | -------------------- |
| Чоловіки | 31      | 8                  | 20               | 3                    |
| Жінки    | 33      | 8                  | 19               | 6                    |
| Разом    | 64      | 16                 | 39               | 9                    |